# Karl Urban
Karl-Heinz Urban (født 7. juni 1972) er en New Zealandsk skuespiller.
Han har blandt andet spillet Eomér i Ringenes Herre-filmatiseringen fra 2001 og Kirill i The Bourne Supremacy fra 2004.

## Filmografi

### Film
| År   | Titel                                         | Rolle                   | Noter |
| ---- | --------------------------------------------- | ----------------------- | --- |
| 1992 | Chunuk Bair                                   | Wellington Soldier      | |
| 1998 | Heaven                                        | Sweeper                 | |
| 1998 | Via Satellite                                 | Paul                    | |
| 2000 | The Irrefutable Truth about Demons            | Harry Ballard           | |
| 2000 | The Price of Milk                             | Rob                     | |
| 2002 | Ghost Ship                                    | Munder                  | |
| 2002 | The Lord of the Rings: The Two Towers         | Éomer                   | |
| 2003 | The Lord of the Rings: The Return of the King | Éomer                   | Broadcast Film Critics Association Award for Best Cast Critics' Choice Movie Award for Best Acting Ensemble National Board of Review Award for Best Cast Screen Actors Guild Award for Outstanding Performance by a Cast in a Motion Picture Nominated—Phoenix Film Critics Society Award for Best Cast |
| 2004 | The Chronicles of Riddick                     | Siberius Vaako          | |
| 2004 | The Bourne Supremacy                          | Kirill                  | |
| 2005 | Doom                                          | John "Reaper" Grimm     | Nominated—Fangoria Chainsaw Award for Bloodiest Beatdown (with Dwayne Johnson) |
| 2006 | Out of the Blue                               | Nick Harvey             | Won—Qantas Film and Television Award for Best Supporting Actor |
| 2007 | Pathfinder                                    | Ghost                   | |
| 2009 | Star Trek                                     | Leonard McCoy           | Boston Society of Film Critics Award for Best Cast Denver Film Critics Society Award for Best Cast Nominated—Critics' Choice Movie Award for Best Acting Ensemble Nominated—Washington D.C. Area Film Critics Association Award for Best Ensemble                                                       |
| 2009 | Black Water Transit                           | Earl Pike               | |
| 2010 | And Soon the Darkness                         | Michael                 | |
| 2010 | Red                                           | William Cooper          | |
| 2011 | Priest                                        | Black Hat               | |
| 2012 | Dredd                                         | Judge Dredd             | |
| 2013 | Star Trek Into Darkness                       | Leonard McCoy           | |
| 2013 | Riddick                                       | Siberius Vaako          | Cameo |
| 2013 | Walking with Dinosaurs                        | Zack                    | |
| 2014 | The Loft                                      | Vincent Stevens         | |
| 2016 | Star Trek Beyond                              | Leonard McCoy           | |
| 2016 | Pete's Dragon                                 | Gavin Magary            | |
| 2017 | Thor: Ragnarok                                | Skurge the Executioner  | |
| 2017 | Acts of Vengeance                             | Officer Hank Strode     | |
| 2017 | Hangman                                       | Detective Will Ruiney   | |
| 2018 | Bent                                          | Danny Gallagher         | |
| 2019 | Star Wars: The Rise of Skywalker              | Stormtrooper            | Cameo |
| 2020 | Butcher: A Short Film                         | William "Billy" Butcher | Short film |
| 2022 | The Sea Beast                                 | Jacob Holland           | Voice role |
| TBA  | Untitled Mortal Kombat film                   | Johnny Cage             | [ 17 ] |

### Tv
| År           | Titel                            | Rolle                   | Noter |
| ------------ | -------------------------------- | ----------------------- | --- |
| 1990         | Shark in the Park                | Rohann Murdoch          | 6 episodes |
| 1992         | Homeward Bound                   | Tim Johnstone           | Unknown episodes |
| 1993         | White Fang                       | David                   | Episode: "Tough Kid" |
| 1993–1994    | Shortland Street                 | Paramedic Jamie Forrest | Recurring |
| 1995         | Riding High                      | James Westwood          | Unknown episodes |
| 1996         | Hercules: The Legendary Journeys | Cupid                   | Episode: "The Green-Eyed Monster" |
| 1996–2001    | Xena: Warrior Princess           | Mael                    | Episode: "Altared States" (season 1) |
| 1996–2001    | Xena: Warrior Princess           | Julius Caesar           | 8 episodes (season 2–4, 6) |
| 1996–2001    | Xena: Warrior Princess           | Cupid                   | 2 episodes (season 2) |
| 1996–2001    | Xena: Warrior Princess           | Kor                     | Episode: "Lifeblood" (season 5) |
| 1997         | Amazon High                      | Kor                     | Television film |
| 1998         | Hercules: The Legendary Journeys | Julius Caesar           | Episode: "Render Unto Caesar" |
| 2000         | The Privateers                   | Captain Aran Dravyk     | Television film |
| 2008         | Comanche Moon                    | Woodrow F. Call         | Miniseries |
| 2013         | Almost Human                     | John Kennex             | 13 episodes |
| 2014         | Short Poppies                    | Alex Turnbull           | Episode: "Mary Ledbetter" |
| 2019–present | The Boys                         | William "Billy" Butcher | Lead role, 24 episodes. Also producer. Nominated—Best Actor in a Superhero Series, Critics' Choice Super Awards Nominated—Best Actor in a Streaming Series, Drama, Hollywood Critics Association TV Awards |
| 2022         | Ark: The Animated Series         | Bob                     | Voice role |

### Computerspil
| År   | Titel     | Stemmerolle   | Noter         |
| ---- | --------- | ------------- | ------------- |
| 2013 | Star Trek | Leonard McCoy | Also likeness |